# 王荩卿
王荩卿（1929年8月—2010年10月6日），黑龙江齐齐哈尔人，中华人民共和国外交官，1953年加入中国共产党。

## 生平
王荩卿1947年参加革命工作。中华人民共和国成立后，进入外交部工作。1970年起，先后任驻苏联大使馆参赞、外交部苏联东欧司副司长、国务院国际问题研究中心研究员和副总干事。1985年4月，出任中华人民共和国驻波兰大使。1987年8月，出任中华人民共和国驻罗马尼亚大使。1991年12月，出任中华人民共和国驻苏联大使。1991年11月底到达莫斯科，12月初向时任苏联外交部副部长罗高寿递交国书副本。戈尔巴乔夫原定于12月7日至14日之间接受王荩卿递交的国书，但因当时苏联政局不定而未能成事。苏联解体后原有国书作废，王荩卿改任中华人民共和国驻俄罗斯大使，1992年2月4日向俄罗斯总统叶利钦递交国书。1995年6月离任驻俄大使后曾任中俄友协副会长。1998年9月离休。